# Abdulsamed Akin
Abdulsamed Akin (* 17. Juli 1991 in Stuttgart) ist ein deutscher Fußballspieler, mit türkischen Migrationshintergrund.

## Karriere
In seiner Jugend spielte Akin für die Sportvg Feuerbach und den VfL Kirchheim, wo er den Sprung in die erste Mannschaft des Vereins schaffte und in der Oberliga Baden-Württemberg einige Spiele absolvierte. Nachdem er sechs Tore in 18 Spielen erzielt hatte, wurde der Ligakonkurrent 1. FC Normannia Gmünd auf Akin aufmerksam und verpflichtete ihn. Jedoch zum Beginn der nächsten Saison wechselte er in die zweite Mannschaft der Stuttgarter Kickers. Sein Profidebüt in der ersten Mannschaft gab er am 10. August 2013, als er beim 1:1 gegen Holstein Kiel eingewechselt wurde. Nachdem er unter dem 2013 gekommenen neuen Cheftrainer der Kickers, Horst Steffen, keine Rolle mehr gespielt hatte und seine Vertragslaufzeit in der Oberligamannschaft der Stuttgarter nicht verlängern wollte, wechselte er zur Spielzeit 2014/15 zum Landesligisten TSG Young Boys Reutlingen. Akin beendete seine Karriere beim Bezirksligisten Türkspor Stuttgart, nach der Saison 2017/18.